# Liga Vencedor
La Liga Vencedor fue una entidad independiente de fútbol paraguayo, creada en 1912, con el fin de que los clubes no inscritos en la Liga Paraguaya de Football conocida hoy como la APF, pudieran también desarrollar sus actividades deportivas.

## Historia

### Fundación
A iniciativa de algunos directivos del Club Cerro Porteño, los Sres.  Antonio Velázquez, Juan Denis y otros, postularon la idea de fundar una asociación paralela a la Liga Paraguaya de Football Association ya que el Club Cerro Porteño (era nuevo y aun no había sido admitido en la LPF) la cual agrupe a todos los clubes autónomos. Por otra parte, se enfatizó en observar a jugadores de otros equipos con vista a atraerlos al mismo Cerro.
Fue así como reunidos los delegados de los clubes de barrios fundaron la Liga Vencedor, a la que ingresaron los siguientes clubes: Cerro Porteño, Sol de Mayo, América, 3 de Febrero, Criollo y Oriental.

### Campeonato
Entre los meses de octubre a diciembre de 1912, se realizó un torneo entre los clubes mencionados, del que resultó ganador el Cerro Porteño

### Disolución
Finalmente, en 1913 se disuelve la Liga Vencedor debido a que los demás clubes sufrieron el desgaje de sus capitales y elementos. Esta circunstancia favoreció a Cerro Porteño, para atraer a los mejores y jugadores de casi todos los clubes:  
- Club Sol de Mayo (2): los hermanos Dámaso y Lázaro Ávila y Pedro Ortigoza.

- Club Criollo (8): Juan Denis, Pedro Cazal, Policarpo Machuca, Atilio Medina, Ceferino Vidallet, José F. Machuca, Francisco Machuca y Aurelio Carillo.

- Club 3 de Febrero (3): Juan Pedroso, Justo Rojas y Federico Cabrera

- Club América (3): Asunción Peralta R., Alejo Aguilera y Eduardo Jara.

Tales atletas muy pronto consiguieron importantes logros deportivos, formando también algunos parte integral de su estructura; como Juan Denis y los hermanos Ávila; destacados miembros de sucesivas Comisiones Directivas del CCP. 
Luego Cerro Porteño participa del Torneo Ingreso 1913, para entidades independientes y al conquistarlo logra su ingreso oficial a la Liga Paraguaya de Football Association.